# ان‌جی‌سی ۵۰۶۸
ان‌جی‌سی ۵۰۶۸ (انگلیسی: NGC 5068) یک کهکشان مارپیچی میله‌ای در صورت فلکی دوشیزه است. کهکشان NGC 5068 تقریباً در فاصله ۲۲ میلیون سال نوری از زمین قرار دارد و قطر آن بیش از ۴۵۰۰۰ سال نوری است.